# Папастатопулос, Сократис
Сокра́тис Папастато́пулос (греч. Σωκράτης Παπασταθόπουλος; род. 9 июня 1988[…], Каламата) — греческий футболист, игравший на позиции защитника. Выступал за сборную Греции.
Свою карьеру начинал в афинском клубе АЕК, в 2008 году перешёл в итальянскую «Дженоа». В составе «старой синьоры» стал ведущим центральным защитником и вскоре пошёл на повышение, подписав соглашение с «Миланом». Однако в составе «россонери» Сократис не закрепился и в 2012 году оказался в немецком «Вердере». После удачного сезона перебрался в дортмундскую «Боруссию» и в отсутствие основных защитников сумел закрепиться в основе «шмелей». Летом 2018 года перешёл в лондонский «Арсенал» за 19 млн евро.
С 2008 по 2019 год играл в составе сборной Греции, отправлялся с греками ЧМ-2014, где забил единственный гол в рамках 1/8 финала, а также на ЧЕ-2012, где получил первую красную карточку турнира.

## Клубная карьера
Папастатопулос в детстве обучался в академиях различных клубов в окрестностях Афин. В 15-летнем возрасте его переманил столичный АЕК, а уже в 2005 году Сократис стал выпускником академии АЕКа. 26 октября 2005 года официально дебютировал в первой команде АЕКа, отыграв все 90 минут встречи против «Яннин» (3:0), в которой он забил гол. До конца сезоне 2005/06 был отдан в аренду в футбольный клуб «Ники Волос», здесь провёл все 15 матчей второго круга чемпионата и удостоился похвалы со стороны тренерского штаба «Волоса».
Летом 2006 года вернулся в афинский клуб и окончательно закрепился в основе. Молодой защитник демонстрировал отменный уровень подготовки и уже к концу своего первого полноценного сезона стал капитаном АЕКа. 14 мая 2008 года Папастатопулос вывел АЕК на дерби с «Панатинаикосом» в качестве капитана — став самым молодым игроком в истории греческого АЕКа, надевавшим капитанскую повязку.

### Итальянская карьера
1 августа 2008 года перешёл в итальянский клуб «Дженоа», клуб заплатил за Сократиса 4 млн евро. В команде дебютировал 27 сентября 2008 года в матче против «Фиорентины» (1:0). Уже в своей второй встрече в футболке клуба из Генуи забил гол, поразив ворота «Наполи», а его команда добилась сенсационной победы со счётом 3:2 (в этом же матче получил красную карточку). Дебютный сезон Сократиса получился весьма скомканным: он провёл на поле 25 матчей (10 полных), в которых забил 3 мяча. В сезоне 2009/10 место грека в составе «Дженоа» не обсуждалось, он пропустил всего два матча за сезон, при этом отыграв все 6 встреч группового этапа Лиги Европы.
20 июля 2010 года перешёл в итальянский «Милан», клуб заплатил за Сократиса 5 млн евро плюс Джанмарко Дзигони и Ннамди Одуамади (совместное владение правами). Тогда казалось, что это новый этап в карьере защитника, однако высокая конкуренция миланской команды оказалось не по зубам Папастатопулосу, который провёл за весь сезон всего 5 матчей, к сравнению, в составе сборной Греции он провёл поединков почти в два раза больше.
В июле 2011 года перешёл в «Вердер» на правах аренды. Соглашение было рассчитано на один сезон с возможностью выкупа прав футболиста следующим летом. В сезоне 2011/12 провёл 30 матчей Бундеслиги и 2 поединка Кубка Германии, при этом был заменен всего дважды. Правда, на заре своей карьеры в стане бременского клуба получил травму лодыжки, из-за которой не мог играть на протяжении четырёх недель. Во время следующего межсезонья «Вердер» поспешил выкупить права на Сократиса, сделав его основным центральным защитником. В первом матче сезона 2012/13 «Вердер» встречался с берлинским «Пройссеном» в рамках Кубка Германии. В том матче Сократис провёл на поле 108 минут, после чего был удален за срыв атаки соперника, а его команда в итоге проиграла со счётом 4:2. 27 января забил свой единственный гол в бременской карьере, поразив ворота «Гамбурга» (2:3) во время северного дерби. С 3582 сыгранными минутами, одним забитым голом и одной красной карточкой Сократис завершил свою карьеру в «Вердере», перебравшись в «Боруссию».

### Переезд в Дортмунд
28 мая 2013 года стал игроком дортмундской «Боруссии». Вице-чемпион Германии срочно нуждался в центральных защитниках, так как Якуб Блащиковский и Матс Хуммельс были травмированы, а Невен Суботич выступал не очень уверенно. Впрочем, к началу сезона защитники вернулись в строй, поэтому греку пришлось большинство матчей первого круга проводить на скамейке запасных, либо играть на фланге обороны. Но все изменилось вместе с тяжелыми травмами Блащуковского и Хуммельса. На некоторых матчах Папастатопулос оставался единственным центральным защитником, поэтому его роль в клубе резко возросла.

### Переход в лондонский «Арсенал»
2 июля 2018 года перешёл в лондонский «Арсенал». Руководство «шмелей» согласилось отпустить 30-летнего игрока, за которого по неофициальным данным получила 19 млн евро.

### Возвращение в Грецию
25 января 2021 года Папастатопулос подписал двухлетний контракт с «Олимпиакосом». 21 апреля 2021 года он забил свой первый гол за греческий клуб в домашнем матче против «Астераса» (1:0).

### Карьера в сборной
Выступал за юношеские сборные Греции до 17 лет и до 19 лет. Папастатопулос был капитаном юношеской сборной Греции на чемпионате Европы в Австрии в 2007 году. Тогда Греция дошла до финала где проиграла Испании (1:0). Также выступал за молодёжную сборную Греции до 21 года.
Впервые в национальную сборную Греции был вызван тренером Отто Рехагелем 1 февраля 2008 года. В сборной дебютировал 5 февраля 2008 года в матче против Чехии. Первым получил красную карточку на Евро-2012. Участвовал на чемпионате мира в Бразилии, где дошёл до 1/8 финала.

## Достижения
«Милан»
- Чемпион Италии (1): 2010/11

«Боруссия (Дортмунд)»
- Обладатель Суперкубка Германии (2): 2013, 2014
- Обладатель Кубка Германии (1): 2016/17

«Арсенал»
- Обладатель Кубка Англии: 2019/20

«Олимпиакос»
- Чемпион Греции: 2020/21